# Eponina metuia
Eponina metuia là một loài bọ cánh cứng trong họ Cerambycidae.